# Una romantica avventura
Una romantica avventura è un film drammatico del 1940 diretto da Mario Camerini.
Ha fatto parte della selezione italiana alla Mostra di Venezia di quell'anno.

## Trama
In una località sul Lago Maggiore, la giovane campagnola Anna Berra, che tutti chiamano Annetta, incontra casualmente un conte che, credendo di aver tradito i suoi compagni impegnati in un'attività risorgimentale, sta per togliersi la vita e lo dissuade da tale proposito. Quando il nobile viene a sapere che invece i suoi compagni sono in salvo, riconoscente, promette ad Annetta di condurla ad un fastoso ballo previsto per quella stessa sera nella sua villa, e qui danza con lei tutta la notte, al termine della quale le regala un medaglione.
Annetta, benché fidanzata con Luigi, un giovane del luogo arricchitosi con la gestione di una fornace ed innamorato di lei, è travolta dalla passione per il conte e per l'ambiente fastoso e scintillante in cui per una volta ha potuto entrare. Anche il conte è attratto da Annetta, ma quando viene a sapere del suo fidanzamento con Luigi a cui è legato da amicizia e che proprio la sera del ballo ha svolto per lui una rischiosa missione, spegne ogni speranza della giovane e parte per l'estero. Molti mesi dopo, messa di fronte all'impossibilità di realizzare i suoi sogni, Annetta, rassegnata, accetta il matrimonio con un uomo che non ama.
Passano vent'anni. Una sera Annetta e Luigi aspettano che la loro figlia Angioletta torni dal matrimonio con Luciano, con cui si è sposata nonostante l'opposizione della madre. Luigi, invece, non si è opposto ai sentimenti della figlia perché vuole per lei un'unione diversa da quella fredda ed arida vissuta con Annetta. Di fronte alla felicità della figlia, Annetta finalmente comprende il valore dell'affetto di Luigi che non è mai venuto meno per tutto il tempo della loro unione. Gli chiede perdono per non aver compreso il valore dei suoi sentimenti e getta nel fuoco il medaglione che ha conservato come ricordo del suo sogno.

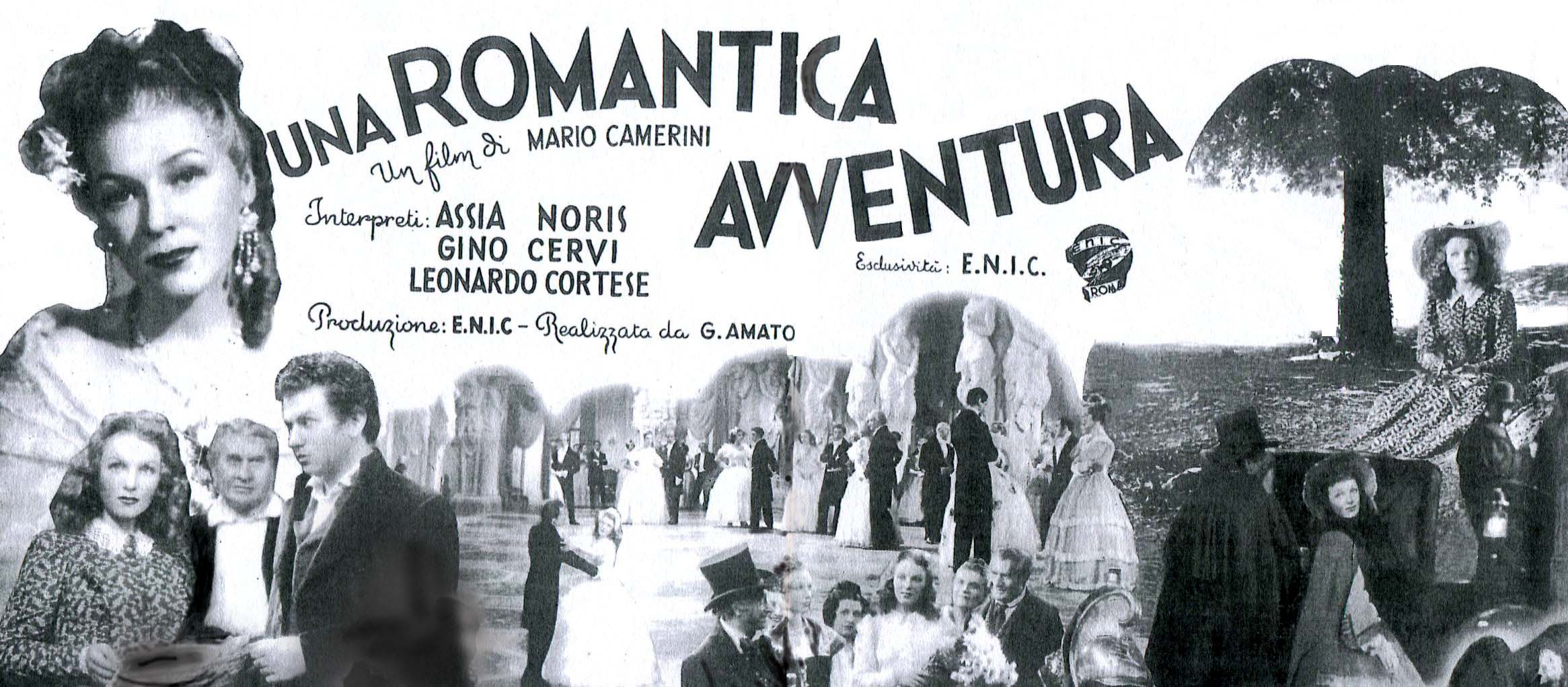
Immagine promozionale del film di Camerini apparsa su un periodico dell'epoca

## Differenze tra racconto e film
Il titolo del racconto di Hardy che è all'origine del film è stato in diversi casi riportato in modo errato. Già nei primi articoli dei periodici che seguirono le riprese - come ad esempio il n. 199 del giugno 1940 del mensile L'eco del cinema - esso viene descritto come The Loves of Margery, anche se con il progredire della lavorazione il film venne poi presentato con suo titolo definitivo. Savio, nel suo Ma l'amore no, e Sergio Grmek Germani nella sua monografia su Camerini citano anch'essi questo titolo. Invece, come ha osservato Tullio Kezich nella prefazione all'edizione italiana della novella dello scrittore inglese - riportata in bibliografia - questo titolo non esiste tra le opere di Hardy, mentre il racconto da cui fu tratto il film è, in realtà, The Romantic Adventures of a Milkmaid (Le romantiche avventure di una lattaia), pubblicato nel 1883.
Il racconto di Hardy non è citato come soggetto ispiratore del film nei titoli di testa. Era infatti impossibile proporre una fonte inglese in un periodo in cui l'Italia era in guerra contro la Gran Bretagna. Ciò rese indispensabile anche un'ambientazione del tutto diversa, per cui la vicenda fu trasferita dalla campagna inglese della seconda metà dell'Ottocento a quella lombardo - piemontese del 1830 - 1850. Inoltre la novella originale era priva di qualsiasi accenno ad aspetti politici, mentre nel film si fa riferimento ai primi moti risorgimentali, anche se molto di sfuggita per non evocare sentimenti antitedeschi, il che avrebbe provocato problemi con la censura. Difficile equilibrio tra affermazione della storia italiana e prudenza verso l'alleato tedesco che riguarderà in quegli anni diversi film (ad esempio Piccolo mondo antico). Nell'opera di Hardy, infine, il nobile non è un conte, ma un barone, ed il mitico ballo che farà sognare la protagonista (Annetta invece di Margery) non è un valzer, bensì una polka.

## Produzione
Una romantica avventura è tratto da un racconto del narratore inglese Thomas Hardy. È il secondo film diretto da Camerini nel 1940 (l'altro fu Centomila dollari), prodotto dalla ENIC, in collaborazione con Amato, secondo una prassi di co-produzione instaurata dall'ENIC stessa all'inizio degli anni quaranta.
La proposta di trasferire al cinema il racconto di Hardy alla cui riduzione lavorò, in particolare, Ivo Perilli (che nei titoli di testa venne poi accreditato come autore dell'adattamento, ma non della sceneggiatura) fu, secondo le sue dichiarazioni, della stessa protagonista Assia Noris: «Perilli mi ha fatto leggere il libro e mi è piaciuto moltissimo, ma era inglese e non si poteva fare per via della guerra. Per superare questo blocco abbiamo fatto una cosa prettamente italiana, con la Carboneria. Camerini non voleva sentir parlare di questo film e ci ho messo tre anni a convincerlo...». Il regista, tuttavia, partecipò assai poco al lavoro di sceneggiatura che fu svolto quasi per intero da Mario Soldati e da Renato Castellani. Alla sceneggiatura, parteciparono anche Gaspare Cataldo, curando in particolare i dialoghi e, secondo alcune fonti, anche, non accreditato, Giulio Morelli.
La lavorazione della pellicola durò poco più di due mesi, con inizio nella prima metà di giugno e conclusione ai primi di agosto del 1940. Le riprese furono effettuate a Cinecittà nel teatro di posa n. 8, mentre per gli esterni la troupe si trasferì a Villa Crespi sul lago d'Orta.
L'interprete principale Assia Noris, già legata a Roberto Rossellini, si era sposata da poco con Mario Camerini, tanto che si parlò del film come di un "regalo di nozze" del regista alla sua neo moglie. La Noris è qui diretta per l'ottava volta da Camerini che le fa interpretare ben tre ruoli: quello della romantica campagnola Annetta innamorata del bel conte patriota che la conduce ad un ballo meraviglioso, quello di Annetta vent'anni dopo, ingrigita dal tempo e dalla nostalgia per quella "romantica avventura", e quello di sua figlia Angioletta che sposa Luciano, il giovane che ama, interpretato in un ruolo di pochi istanti, da un quasi esordiente Massimo Girotti, qui al suo secondo film e poco prima di essere protagonista del "kolossal" di Blasetti La corona di ferro con cui diventò uno dei divi di Cinecittà. Per quanto riguarda il cast tecnico, da segnalare che il direttore della fotografia, Arturo Gallea, ricevette per Una romantica avventura uno dei premi che il Minculpop destinava annualmente ai collaboratori tecnici della cinematografia italiana.
Camerini attribuì merito della qualità del film anche alla musica scritta da Alessandro Cicognini che accompagna tutta la vicenda, toccando il massimo nella scena del ballo alla villa. «Credo - ha detto il regista - che in questo film ebbe un certo peso anche la musica di Cicognini. Era talmente bella che gli dissi di mettere questa musica sempre e lui ha messo questa musica in tutto il film sempre con la stessa melodia», mentre Cicognini ricorda che «il valzer diventò molto popolare indipendentemente dal film, ma nessuno pensò di farne una canzone perché la parole sono state messe in un secondo tempo». Quanto alla scena del ballo, nella quale furono impiegati molti ballerini della Scala, le riprese durarono per circa 12 giorni, portando allo sfinimento molti dei protagonisti

## Accoglienza

### Malumori a Venezia
Una romantica avventura fece parte della selezione italiana alla 8ª Mostra del cinema di Venezia del 1940, che, a causa del clima bellico, abbandonò la fastosa scenografia del Lido per trasferirsi alla sala cinematografica San Marco con una partecipazione ridotta di fatto soltanto ad Italia e Germania, tanto che la manifestazione fu denominata, appunto, "Mostra italo - tedesca". Il film di Camerini fu proiettato la sera del 6 settembre 1940 e non ebbe successo. «A Venezia - ha scritto Tullio Kezich nella prefazione all'edizione italiana del racconto di Hardy - il film non ebbe una buona accoglienza ed Assia Noris se ne andò tra le lacrime» ed anche l'attore Leonardo Cortese ha definito la presentazione del film «un fiasco, (anche se) la critica fu sin da subito favorevolissima». A seguito della deludente prova veneziana, Camerini apportò delle modifiche che ridussero il metraggio della pellicola ed eliminarono del tutto alcune scene.

### Esito commerciale
«Una romantica avventura - ha detto Camerini - fu accolto dal pubblico molto bene, anzi direi in maniera superiore alla qualità del film». Ciò ebbe anche un riscontro economico, dato che il film risultò tra i primi classificati, quanto ad introito, dell'anno 1940, con un risultato di 6.845.000 lire dell'epoca. Più del film di Camerini risultano aver incassato per quell'anno soltanto Il ponte dei Sospiri di Bonnard (quasi 9 milioni) e Dopo divorzieremo di Malasomma (circa 7 milioni).

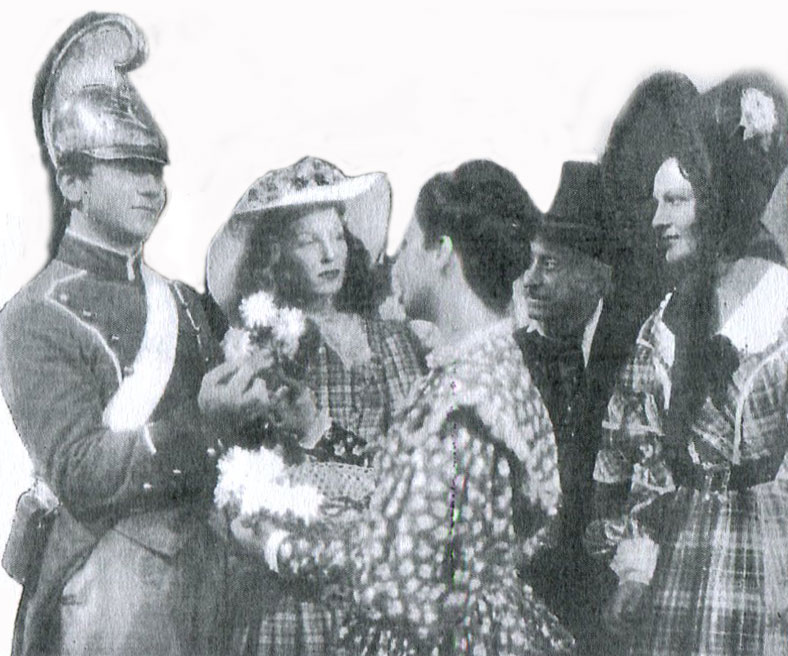
Gino Cervi, in divisa (a sin.), ed altri attori, tra cui (a destra) Olga Solbelli nella scena della festa campestre

### Critica e commenti

#### I giudizi contemporanei
Sin dalla "prima" veneziana, i giudizi dei critici cinematografici presenti - a differenza delle reazioni del pubblico - furono molto favorevoli. Tra coloro che apprezzarono il film anche Michelangelo Antonioni, a quel tempo inviato di Cinema, secondo il quale «Camerini ha superato quella semplicità assoluta, quasi necessaria, che era la sua prerogativa, per affrontare un tema strutturalmente più complesso e psicologicamente più impegnativo, sebbene il motivo s'ispiri al solito ideale romantico cameriniano. Il film ha una costruzione prettamente cinematografica ed appare compiuto non che ottimamente recitato. Ed è diretto da Camerini con la sicurezza e la serietà che in lui tanto apprezziamo e che ci induce a considerarlo come un artista (...) dal quale è lecito attendersi le cose migliori, vorremmo vedergli solo un po' più di coraggio, meno suggestione alle arditezze». Anche da La Stampa arrivò un giudizio favorevole: «Il film ci riporta lo stile e la maniera di Camerini e questa romantica avventura si inquadra tra i vecchi sfondi piemontesi dal 1830 al 1850 (...) Sui caratteri e sulla cornice di quell'epoca la scaltrezza di Camerini gioca con parecchia agilità, giungendo talvolta ad una schietta commozione. Film delicato e colorito con qualche artificio dissimulato entro le pieghe dell'epoca e del costume con parecchi episodi schietti e belli». Elogi anche de La Tribuna secondo cui il film «non si distacca, né come genere né come ispirazione dagli altri migliori di questo regista (con) felice intuito raccontato con delicato riserbo in un soffuso senso di malinconia».

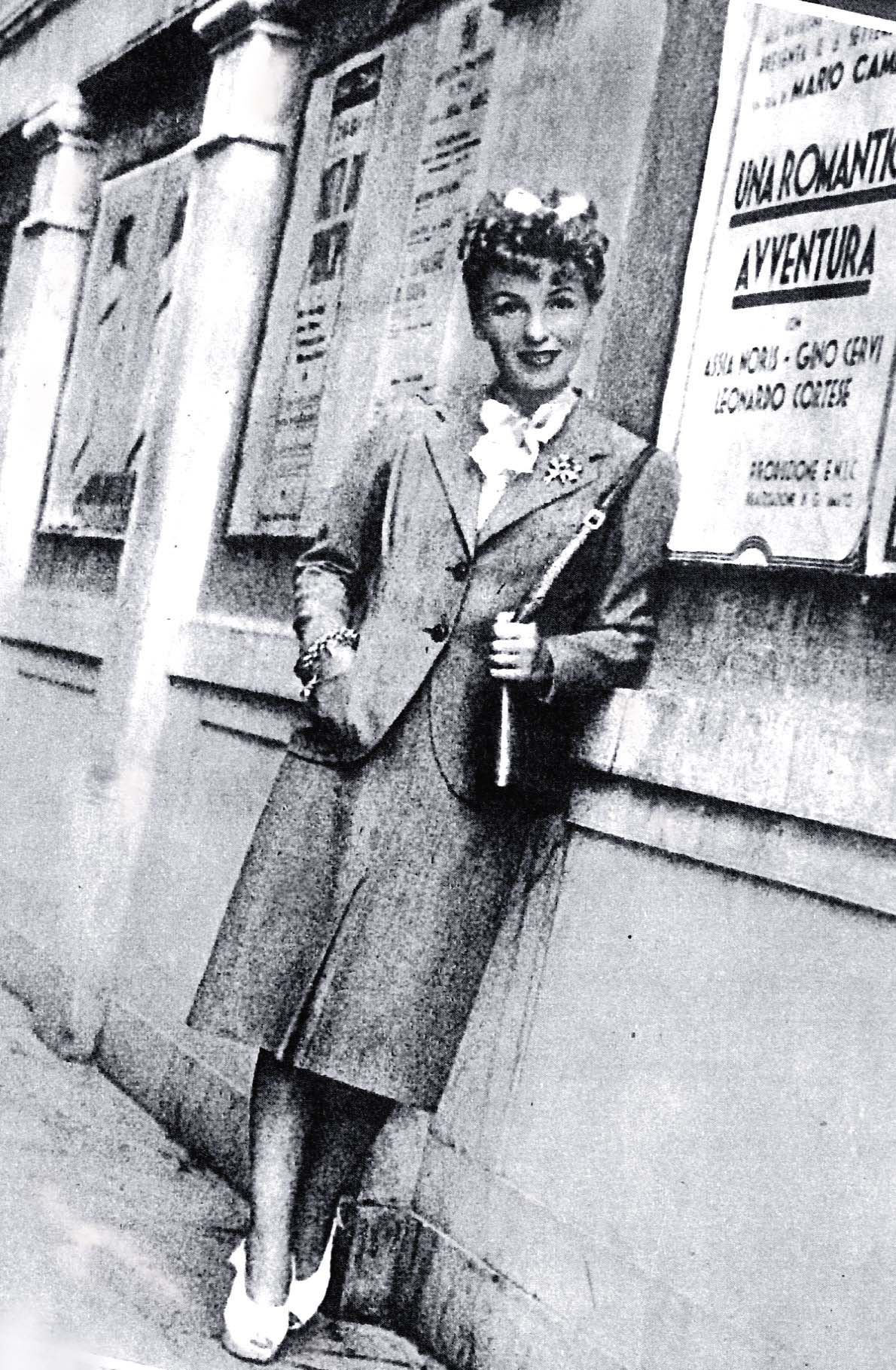
Venezia, settembre 1940. Assia Noris alla presentazione di Una romantica avventura. In quella occasione il pubblico non gradì la sua interpretazione, ma in seguito essa fu generalmente lodata

«Una ottocentesca purezza, una gentile malinconia, un nostalgico profumo - così venne descritta l'atmosfera del film sul Corriere della Sera - questo è il fascino che emana dai personaggi e dallo sfondo del nuovo film di Camerini. È una favola sentimentale a tempo di valzer che risuscita un amore inappagato e lo dispiega davanti a noi coi toni tenui e stinti di una vecchia stoffa (...) Il film abbonda di episodi delicati e graziosi nei quali Camerini ha versato l'effusa pienezza della sua umana e simpatica vena». Bianco e nero considerò Una romantica avventura «con sicurezza uno dei più riusciti del genere. Se Camerini non avesse qua e là interrotto il tono fiabesco con richiami realistici fuori stile, questo sarebbe stato uno dei suoi migliori film». Qualche riserva in senso contrario l'avanzò invece il commento de L'Illustrazione italiana: «nonostante che l'architettura del film sia onesta e sobria (...) è mancata nella realizzazione la cura della verosimiglianza di certi particolari, secondari in apparenza, ma pur indispensabili a rendere un'azione persuasiva, e perciò la sostanza psicologica del film non riesce sufficientemente toccante».
Due mesi dopo, quando il film, rivisto e sveltito dal regista, uscì nelle sale, i commenti confermarono quelli veneziani. Così per La Stampa, secondo cui «sui caratteri e sulla cornice di quell'epoca la regia di Camerini gioca con parecchie agilità, ricamando sovente in toni complessi e sottili, ora un po' da fiaba, ora un po' da dagherrotipo, qualche sviluppo è un po' artificioso, anche se l'artificio abilmente si dissimula entro le pieghe e le risorse dell'epoca e del costume, ma l'esattezza dei toni, il ritmo sicuro, gli incastri felici qui compiutamente si affermano, alle prese con una tessitura non facile e non semplice. [...] Scenografie e costumi impeccabili, di Gastone Medin e Gino Sensani». E per il Corriere della Sera «chi ama le belle favole, le parole che restano nel cuore, amerà Una romantica avventura, specie nella prima parte così calda, così gentile, così piena di quel sapore sentimentale e nostalgico che ci fa qualche volta dolci le cose del bel tempo andato».
Anche Cinema confermò il primo commento: «il film toglie ogni dubbio sulle grandi capacità di questo regista. Una romantica avventura rappresenta un gran passo avanti nell'arte di Camerini e, cosa più importante ancora, un grande passo innanzi nella nostra cinematografia (per la) determinazione accurata e delicatissima di un clima. (...) Un ottimo film italiano, dunque, che va ad arricchire i buoni pezzi che hanno dato inizio a questa nuova stagione», così come L'Illustrazione italiana ripresentò alcune riserve, in parte opposte a quelle del primo articolo, sostenendo che «il film sarebbe stato un capolavoro se si fosse tutto mantenuto all'altezza dell'idillica e fiabesca atmosfera della prima parte».
Dopo la parziale delusione veneziana, anche Assia Noris ricevette commenti di grande elogio, da Film («volto dolce, mite, dallo sguardo carezzevole (..) dà in questo film la massima prova delle sue possibilità di attrice») a Bianco e nero («Interpretazione veramente notevole che esce dal tono consueto di questa attrice per acquistare caratteri più espressivi ed umani»). Giudizi positivi anche su Gino Cervi («porta il suo personaggio con giusto vigore e bonomia» secondo il Corriere della Sera e, più recentemente, «incarna con il giusto tono melanconico, il personaggio di un marito comprensivo mai amato dalla moglie» secondo il commento della Storia del cinema italiano), mentre diversi appunti furono riservati a Leonardo Cortese, che Bianco e nero considerò «un ruolo attribuito in modo sbagliato, cosa che a Camerini capita per la prima volta».

#### I commenti successivi
In retrospettiva Una romantica avventura è generalmente considerato il film che segna per Camerini la fine della serie di commedie brillanti e popolari (iniziata nel 1937 con Il signor Max), per realizzare pellicole storiche ed in costume (l'anno successivo farà I promessi sposi). «I film degli anni Quaranta - ha scritto Brunetta - confermano la capacità di Camerini di dominare tutte le forme del racconto, ma segnano anche il passaggio delle consegne della commedia, al suo erede Vittorio De Sica. [Camerini] di film in film viene spiazzato rispetto alle sue vere competenze e perde il controllo di quella realtà italiana che gli è più congeniale, non realizza in pieno la sua natura di osservatore di vicende e personaggi identici al suo pubblico». Analogo il commento di Rondolino secondo cui «Camerini non ha più saputo trovare quella sottile vena intimista che in parte fece propria De Sica. Tentò la strada del film storico, ma i risultati furono modesti (con film) che non approfondiscono quel discorso sui sentimenti, anzi».